# Nga Văn
Nga Văn là một xã thuộc huyện Nga Sơn, tỉnh Thanh Hóa, Việt Nam.

## Thông tin địa lý
Xã Nga Văn có diện tích: 6,39 km². Theo Tổng điều tra dân số năm 1999, xã Nga Văn có dân số 5.350 người.
Xã Nga Văn nằm ở phía tây huyện Nga Sơn. Địa giới hành chính như sau: 
- Phía đông giáp thị trấn Nga Sơn
- Phía nam giáp thị trấn Nga Sơn và các xã Nga Phượng, Nga Thắng;
- Phía tây giáp xã Nga Thắng;
- Phía bắc giáp các xã Ba Đình và Nga Trường.

## Hành chính
Năm 1977, huyện Nga Sơn sáp nhập với huyện Hà Trung thành huyện Trung Sơn, xã Nga Văn thuộc huyện Trung Sơn. Năm 1982 huyện Trung Sơn chia tách thành hai huyện như cũ, xã Nga Văn lại thuộc huyện Nga Sơn.
Xã Nga Văn ngày nay gồm các làng (thôn):
| STT | Tên thôn/xóm/ấp/khu phố | Mã bưu chính |
| --- | ----------------------- | ------------ |
| 1   | Thôn 1                  | 443901       |
| 2   | Thôn 2                  | 443902       |
| 3   | Thôn 3                  | 443903       |
| 4   | Thôn 4                  | 443904       |
| 5   | Thôn 5                  | 443905       |
| 6   | Thôn 6                  | 443906       |
| 7   | Thôn 7                  | 443907       |
| 8   | Thôn 8                  | 443908       |
| 9   | Thôn 9                  | 443909       |
| 10  | Thôn 10                 | 443910       |